# Henri Richard
Pour les articles homonymes, voir Richard.
Temple de la renommée : 1979
Joseph Henri Richard, né le 29 février 1936 à Montréal (Québec, Canada) et mort le 6 mars 2020 à Laval (Québec), est un joueur professionnel de hockey sur glace. Il jouait à la position de centre, passant toutes ses années professionnelles avec les Canadiens de Montréal de la Ligue nationale de hockey de 1955 à 1975.
Il est le frère cadet de Maurice Richard, quinze ans séparant les deux joueurs ainsi que dix centimètres environ. Il est alors surnommé le « Pocket Rocket » — en français le « Rocket » de poche — Maurice étant surnommé le « Rocket » en raison de sa vitesse sur la glace. Henri Richard est le joueur de l'histoire de la LNH qui a remporté le plus grand nombre de coupes Stanley, avec onze victoires en vingt saisons. Ainsi, avec Bill Russell, le joueur de basket-ball américain des Celtics de Boston, il détient le record de titres dans une ligue nord-américaine de sport.
En 1973, il devient le neuvième joueur de l'histoire de la LNH à dépasser la barre symbolique des 1 000 points. Il termine sa carrière avec 1 258 parties dans la LNH, toutes jouées sous le maillot de Montréal, et 1 046 points décomposés en 358 buts et 688 passes.
Il est le capitaine des Canadiens entre 1971 et sa retraite et a toujours porté le numéro 16. Celui-ci est retiré par les Canadiens en décembre 1975, quelques mois après la fin de sa carrière. Quatre ans plus tard, il devient membre du temple de la renommée du hockey.

## Biographie

### Ses débuts juniors

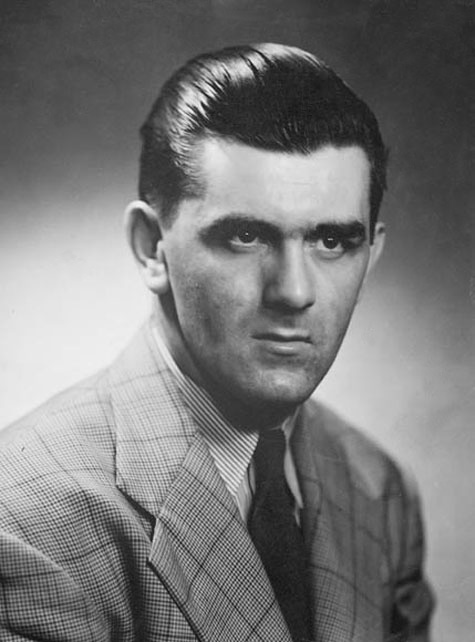
Portrait du frère aîné et modèle pour Henri, Maurice « Rocket » Richard.

Henri Richard est issu d'une famille de huit enfants : cinq garçons — Maurice, Henri, Claude, René et Jacques — et trois filles — Rollande, Marguerite et Georgette. Leurs parents étaient Onesime et Alice Richard. Henri Richard naît dans la ville de Montréal le 29 février 1936 alors que Maurice Richard a déjà quinze ans. Dans les années qui suivent, Maurice devient la vedette des Canadiens de Montréal et de toute la Ligue nationale de hockey et, logiquement, Henri grandit dans l'ombre de son frère aîné. Il ne pense alors qu'à jouer avec son frère sous le maillot des Canadiens de Montréal même si quand ses camarades de classe lui demandent ce qu'il veut faire plus tard, il répond plombier.
Henri Richard fait ses débuts dans le circuit junior du Québec, la Ligue de hockey junior du Québec en 1951-1952 en jouant pour le National de Montréal. Avec 73 kilogrammes pour 1,70 mètre, il possède un petit gabarit qui, selon certains, est un handicap pour un joueur de hockey des années 1950. Il passe deux saisons avec le National puis rejoint en 1953 le Canadien junior de Montréal. Avec 109 et 66 points, il est le meilleur pointeur de la ligue deux saisons de suite. Elmer Lach, son entraîneur de l'époque, lui prédit alors qu'il n'a pas d'avenir dans la LNH en raison de ses mensurations.

### Avec les Canadiens de Montréal

#### Première saison, première Coupe Stanley
Henri Richard participe au camp d'entraînement de la franchise de la LNH avant le début de la saison 1955-1956, invitation perçue par les observateurs locaux comme une faveur accordée au frère aîné. Malgré tout, Hector « Toe » Blake, l'entraîneur des Canadiens, décide de garder le jeune Henri Richard, âgé de 19 ans, dans son effectif et il joue au centre de la deuxième ligne constituée de Bernard Geoffrion et de Dickie Moore. La première ligne de l'équipe est composée de Jean Béliveau au centre, flanqué de Bert Olmstead et de Maurice. Henri Richard signe ainsi son premier contrat professionnel avec les Canadiens le 13 octobre 1955. L'équipe connaît une saison quasi sans-faute en ne perdant que quinze matchs en soixante-dix rencontres. Avec vingt-quatre points d'avance sur les Red Wings de Détroit, sept fois champions de la saison régulière, l'équipe met la main sur son premier trophée Prince de Galles depuis près de dix saisons. Devant le filet de l'équipe, Jacques Plante est impérial ne perdant que douze matchs avec une moyenne de buts alloués de 1,86 but par match. À titre personnel, Henri Richard termine septième pointeur de l'équipe avec un total de quarante points en soixante-quatre rencontres disputées. Entretemps, les Canadiens remportent le trophée.
Les Canadiens sont opposés aux Rangers de New York en demi-finale de la Coupe Stanley. Ces derniers ne font pas le poids face aux champions de la saison régulière et ils sont éliminés en cinq matchs, ne remportant que le deuxième match. Dans les buts, Gump Worsley ne peut rien contre l'offensive des Canadiens. Ainsi, lors du premier et du dernier match de la série, il encaisse sept buts à chaque fois. Montréal accède ainsi pour la sixième fois en autant d'années à la finale de la Coupe Stanley et ils sont opposés aux doubles vainqueurs du trophée, les Red Wings. Ces derniers ne tiennent pas le rythme face aux assauts des Canadiens qui remportent leur huitième Coupe Stanley de leur histoire, la première pour Henri Richard qui inscrit huit points en dix matchs.

#### De nouvelles Coupes Stanley
Au début de la saison suivante, Émile Bouchard prend sa retraite et Maurice Richard devient le dix-huitième capitaine des Canadiens. Sur les soixante-dix matchs que compte la saison régulière, Henri Richard n'en joue que soixante-trois mais il totalise tout de même cinquante-quatre points, neuvième plus haut total de points de la saison. Gordie Howe et Ted Lindsay, tous deux joueurs des nouveaux champions de la saison, Détroit, sont les meilleurs pointeurs de LNH avec quatre-vingt-neuf et quatre-vingt-cinq points, juste devant le meilleur des Canadiens de la saison : Jean Béliveau et ses quatre-vingt-quatre points.
En demi-finale des séries, les Bruins de Boston, menés par Don McKenney et Fleming Mackell en attaque et Don Simmons dans les buts, piègent les Red Wings en cinq matchs alors que les Canadiens sont opposés aux Rangers. Une nouvelle fois, l'équipe de New York est battue en cinq matchs et Montréal retrouve la finale. Maurice Richard inscrit quatre buts lors du premier match de la série finale dans le Forum de Montréal, une victoire 5-1. Le deuxième match est également remporté par les Canadiens grâce au seul but de la partie inscrit par Béliveau. Les Bruins ne se réveillent que lors du quatrième match après avoir perdu la rencontre précédente 4-2. Mackell inscrit les deux seuls buts du match mais finalement, les Canadiens gagnent le cinquième match de la série devant leur public du Forum le 16 avril 1957 pour une neuvième Coupe Stanley,.
En 1957-1958, Henri Richard profite des blessures des ténors de l'équipe — Béliveau, Maurice Richard et Geoffrion manquent quatre-vingt-cinq matchs à eux trois — pour faire largement parler de lui. Il termine ainsi à la deuxième place  du classement des pointeurs de l'équipe avec quatre-vingt réalisations, quatre points derrière Dickie Moore. Les deux joueurs sont les meilleurs pointeurs de toute la LNH et à l'issue de la saison, ils sont logiquement sélectionnés pour faire partie de l'Équipe d'étoiles de la LNH.
Entretemps, l'équipe remporte un nouveau trophée Prince de Galles en tant que meilleure équipe du calendrier. Les Red Wings passent de la première place de la saison à la troisième et ils sont donc opposés aux Canadiens dès la première ronde des séries. Le score de 8-1 pour les joueurs de Montréal est sans appel et Détroit est éliminée en quatre matchs. Les Canadiens retrouvent en finale les Bruins, quatrièmes de la saison régulière mais vainqueurs des Rangers au premier tour. Les joueurs de Boston et de Montréal remportent chacun un des deux matchs joués au Forum mais les Canadiens se reprennent en remportant le premier match dans le Boston Garden sur la marque de 3-0, trois buts inscrits par les frères Richard — Maurice inscrit deux buts et Henri inscrit ce soir là son seul but des séries. Le 20 avril 1958, les Canadiens remportent leur dixième Coupe Stanley de leur histoire, la troisième consécutive,.
En 1958-1959, les Canadiens terminent une nouvelle fois en tête de la LNH. Peu de temps avant le début de la saison, Claude Richard se présente au camp d'entraînement mais il ne réussit pas à percer. Même si la production offensive des frères Richard baisse un peu, cinquante-et-un points pour Henri et trente-huit pour Maurice, les autres joueurs de l'équipe sont toujours autant présents. Dickie Moore devient ainsi, le dernier jour de la saison régulière, le meilleur pointeur de l'histoire de la LNH en une saison en totalisant quatre-vingt-seize points. Il dépasse la marque établie par Howe en 1952-1953. Contrairement à son frère qui manque quatre matchs, Henri joue l'intégralité des matchs des séries d'abord contre les Black Hawks de Chicago —  victoire 4-2 — puis en finale contre les Maple Leafs de Toronto. Les Canadiens inscrivent une nouvelle ligne dans le livre des records de la LNH en remportant le soir du 18 avril 1959, une onzième Coupe Stanley mais surtout la quatrième consécutive,. Avec cinquante-et-un et onze points en saison et séries, Henri Richard est nommé sur la seconde ligne des Étoiles de la LNH.

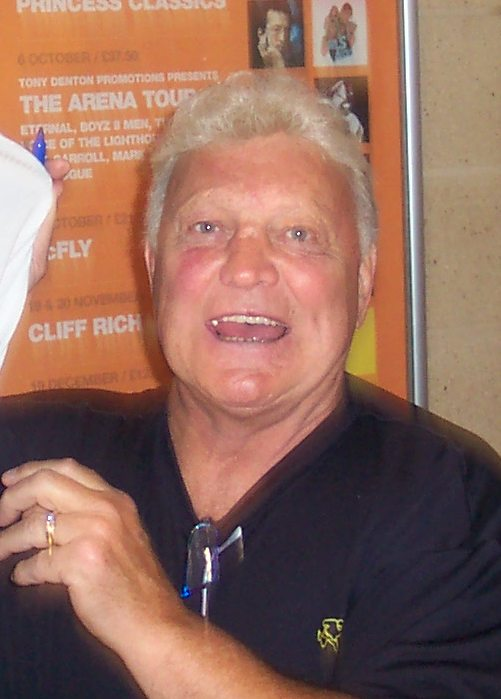
Bobby Hull affronte Richard et les Canadiens lors des séries 1960 mais sans succès.

La saison suivante est la dernière saison que joue le frère aîné de Henri. Il dira plus tard que si son frère cadet n'avait pas rejoint l'équipe, il n'aurait pas continué autant de temps sa carrière professionnelle. Lors de cette saison, Béliveau, Geoffrion et Henri Richard terminent tous les trois avec plus de trente buts en saison régulière, une première pour Henri. Avec soixante-treize points, Richard est le cinquième pointeur de la saison, Bobby Hull jeune joueur des Black Hawks de Chicago amassant quatre-vingt-un points. Montréal termine en tête une nouvelle fois de la saison régulière avec quarante victoires pour douze défaites en soixante-dix matchs et il retrouve l'équipe de Chicago en première ronde. Les deux premiers matchs se terminent sur la marque de 4-3 pour les Canadiens puis dans la patinoire de Chicago, le Chicago Stadium, l'équipe locale perd totalement pied face à Plante. Il arrête l'intégralité des tirs lors des deux matchs pour des victoires 4-0 et 2-0. Les adversaires de la finale, les Maple Leafs, ne résistent pas mieux à la dernière envolée de Maurice Richard et des siens. L'équipe de Montréal remporte sa douzième Coupe Stanley en quatre matchs dont le dernier se solde par un blanchissage. Lors de ce dernier match, Jean Béliveau et Doug Harvey inscrivent deux buts lors du premier tiers-temps avec trente secondes d'écart puis Henri Richard profite du dernier point de la carrière de son frère pour inscrire le troisième but de l'équipe. Béliveau réalise un doublé pour porter le marque à 4-0. Finalement, Geoffrion et Henri Richard sont les meilleurs pointeurs de l'équipe lors des séries avec douze réalisations chacun. Les deux joueurs ainsi que dix de leur camarade remportent ainsi une cinquième Coupe Stanley consécutive : Dickie Moore, Jacques Plante, Jean Béliveau, Doug Harvey, Bernard Geoffrion, Tom Johnson, Claude Provost, Jean-Guy Talbot, Don Marshall, Bob Turner et enfin les frères Richard, Maurice et Henri,

#### Des saisons sans Maurice et sans Coupes Stanley

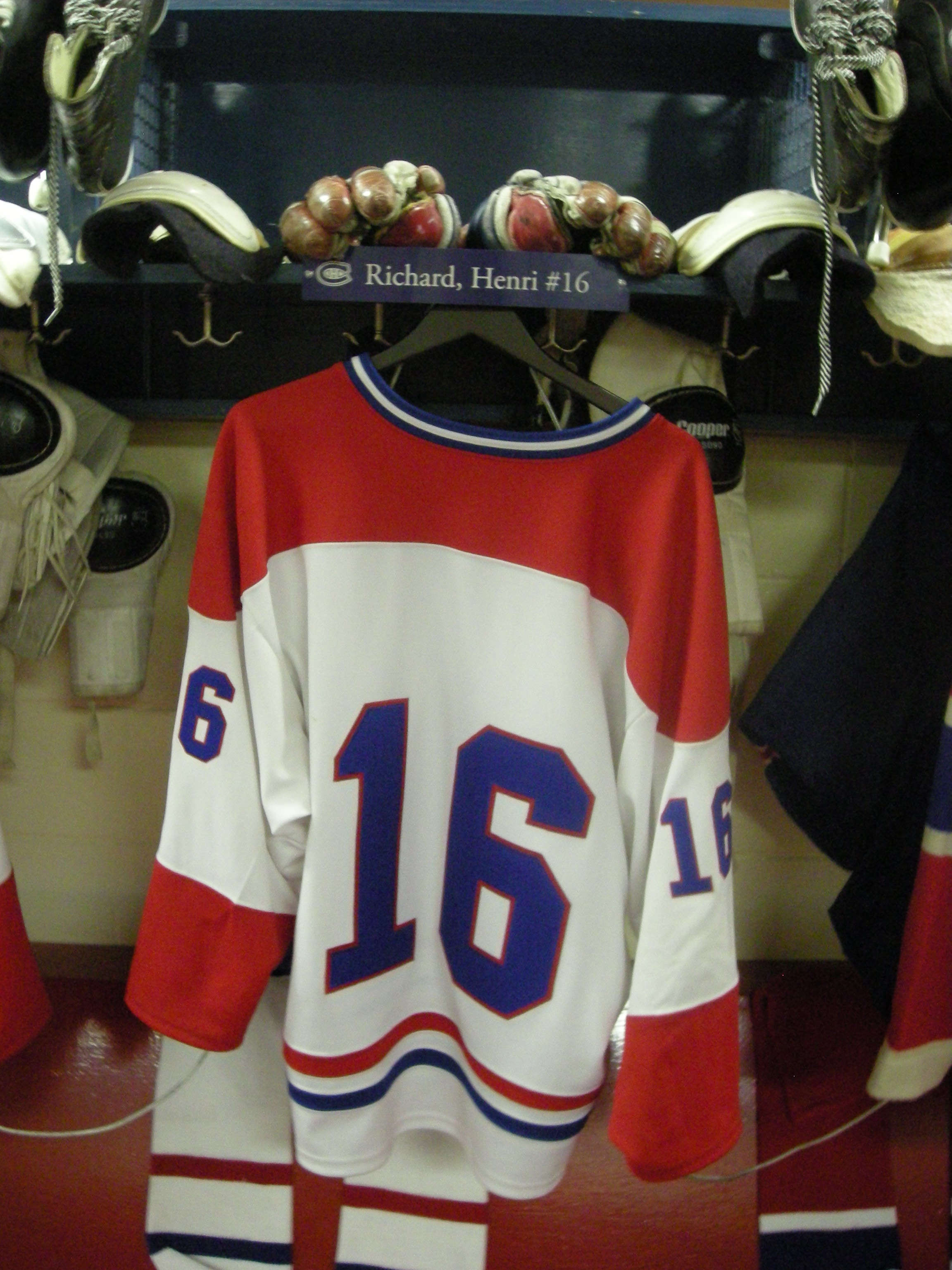

À la suite du départ de Maurice Richard de l'équipe, son numéro, le 9, est retiré par les Canadiens et ceux-ci se trouvent un nouveau capitaine en la personne de Doug Harvey. Henri Richard finit la saison 1960-1961 à la quatrième place des pointeurs de l'équipe avec soixante-huit points alors que les Canadiens terminent une nouvelle fois en tête de la LNH. Les adversaires de la première ronde sont une nouvelle fois les Black Hawks de Chicago emmenés par Hull, Stan Mikita mais également Glenn Hall dans les buts. La série débute bien pour les quintuples tenant de la Coupe Stanley avec une victoire 6-2 mais lors du deuxième match joué dans le Forum, Chicago impose sa marque en gagnant la rencontre 4-3. Dans le Stadium, les deux équipes se partagent chacune une victoire mais les deux derniers matchs de la série tournent à l'avantage de Chicago avec deux blanchissages 3–0. Pour la première fois depuis onze saisons, les Canadiens manquent la finale de la Coupe Stanley, finale remportée par Chicago contre les Red Wings. Malgré tout, Henri Richard connaît sa deuxième nomination dans la seconde équipe d'étoiles de la LNH.
Henri Richard meurt le 6 mars 2020 de la maladie d’Alzheimer à 2 h 45 du matin au CHSLD Résidence Riviera de Laval à l'âge de 84 ans,. En 2023, il est révélé qu'il était plutôt victime d'une encéphalopathie traumatique chronique (ETC) de stade 3 à la suite de commotions cérébrales répétées.

## Statistiques
En 1973, il devient le neuvième joueur de l'histoire de la LNH à dépasser la barre symbolique des 1 000 points. Il termine sa carrière avec 1 258 parties dans la LNH, toutes jouées sous le maillot de Montréal, et 1 046 points décomposés en 358 buts et 688 passes. Il est ainsi le joueur avec le plus grand nombre de matchs joués en carrière sous le maillot des Canadiens
| Saison     | Équipe                      | Ligue      |       | Saison régulière | Saison régulière | Saison régulière | Saison régulière | Saison régulière |    | Séries éliminatoires | Séries éliminatoires | Séries éliminatoires | Séries éliminatoires | Séries éliminatoires |
| Saison     | Équipe                      | Ligue      | PJ    | B                | A                | Pts              | Pun              | PJ               | B  | A                    | Pts                  | Pun                  |                      |                      |
| 1951-1952  | Nationals de Montréal       | LHJQ       | 49    | 23               | 32               | 55               | 35               | 4                | 1  | 0                    | 1                    | 0                    |                      |                      |
| 1952-1953  | Nationals de Montréal       | LHJQ       | 46    | 27               | 36               | 63               | 55               | 7                | 4  | 5                    | 9                    | 4                    |                      |                      |
| 1952-1953  | Royaux de Montréal          | LHSQ       | 1     | 0                | 0                | 0                | 0                |                  |    |                      |                      |                      |                      |                      |
| 1953-1954  | Canadien junior de Montréal | LHJQ       | 54    | 56               | 53               | 109              | 85               | 7                | 6  | 7                    | 13                   | 6                    |                      |                      |
| 1954-1955  | Canadien junior de Montréal | LHJQ       | 44    | 33               | 33               | 66               | 65               | 4                | 3  | 1                    | 4                    | 2                    |                      |                      |
| 1955-1956  | Canadiens de Montréal       | LNH        | 64    | 19               | 21               | 40               | 46               | 10               | 4  | 4                    | 8                    | 21                   |                      |                      |
| 1956-1957  | Canadiens de Montréal       | LNH        | 63    | 18               | 36               | 54               | 71               | 10               | 2  | 6                    | 8                    | 10                   |                      |                      |
| 1957-1958  | Canadiens de Montréal       | LNH        | 67    | 28               | 52               | 80               | 58               | 10               | 1  | 7                    | 8                    | 11                   |                      |                      |
| 1958-1959  | Canadiens de Montréal       | LNH        | 63    | 21               | 30               | 51               | 33               | 11               | 3  | 8                    | 11                   | 13                   |                      |                      |
| 1959-1960  | Canadiens de Montréal       | LNH        | 70    | 30               | 43               | 73               | 66               | 8                | 3  | 9                    | 12                   | 9                    |                      |                      |
| 1960-1961  | Canadiens de Montréal       | LNH        | 70    | 24               | 44               | 68               | 91               | 6                | 2  | 4                    | 6                    | 22                   |                      |                      |
| 1961-1962  | Canadiens de Montréal       | LNH        | 53    | 21               | 29               | 50               | 48               |                  |    |                      |                      |                      |                      |                      |
| 1962-1963  | Canadiens de Montréal       | LNH        | 67    | 23               | 50               | 73               | 57               | 5                | 1  | 1                    | 2                    | 2                    |                      |                      |
| 1963-1964  | Canadiens de Montréal       | LNH        | 66    | 14               | 39               | 53               | 73               | 7                | 1  | 1                    | 2                    | 9                    |                      |                      |
| 1964-1965  | Canadiens de Montréal       | LNH        | 53    | 23               | 29               | 52               | 43               | 13               | 7  | 4                    | 11                   | 24                   |                      |                      |
| 1965-1966  | Canadiens de Montréal       | LNH        | 62    | 22               | 39               | 61               | 47               | 8                | 1  | 4                    | 5                    | 2                    |                      |                      |
| 1966-1967  | Canadiens de Montréal       | LNH        | 65    | 21               | 34               | 55               | 28               | 10               | 4  | 6                    | 10                   | 2                    |                      |                      |
| 1967-1968  | Canadiens de Montréal       | LNH        | 54    | 9                | 19               | 28               | 16               | 13               | 4  | 4                    | 8                    | 4                    |                      |                      |
| 1968-1969  | Canadiens de Montréal       | LNH        | 64    | 15               | 37               | 52               | 47               | 14               | 2  | 4                    | 6                    | 8                    |                      |                      |
| 1969-1970  | Canadiens de Montréal       | LNH        | 62    | 16               | 36               | 52               | 61               |                  |    |                      |                      |                      |                      |                      |
| 1970-1971  | Canadiens de Montréal       | LNH        | 75    | 12               | 37               | 49               | 46               | 20               | 5  | 7                    | 12                   | 20                   |                      |                      |
| 1971-1972  | Canadiens de Montréal       | LNH        | 78    | 12               | 32               | 44               | 48               | 6                | 0  | 3                    | 3                    | 4                    |                      |                      |
| 1972-1973  | Canadiens de Montréal       | LNH        | 71    | 8                | 35               | 43               | 21               | 17               | 6  | 4                    | 10                   | 14                   |                      |                      |
| 1973-1974  | Canadiens de Montréal       | LNH        | 75    | 19               | 36               | 55               | 28               | 6                | 2  | 2                    | 4                    | 2                    |                      |                      |
| 1974-1975  | Canadiens de Montréal       | LNH        | 16    | 3                | 10               | 13               | 4                | 6                | 1  | 2                    | 3                    | 4                    |                      |                      |
| Totaux LNH | Totaux LNH                  | Totaux LNH | 1 258 | 358              | 688              | 1 046            | 932              | 180              | 49 | 80                   | 129                  | 181                  |                      |                      |

## Honneurs et trophées personnels
- Ligue nationale de hockey
  - Coupe Stanley — 1955-1956, 1956-1957, 1957-1958, 1958-1959, 1959-1960, 1964-1965, 1965-1966, 1967-1968, 1968-1969, 1970-1971 et 1972-1973.
  - Trophée Bill-Masterton — 1973-1974.
  - Sélectionné pour jouer le Match des étoiles — 1956, 1957, 1958, 1959, 1960, 1961, 1965, 1966 et 1974
  - Capitaine d'honneur du Match des étoiles de 1993 pour la conférence Prince de Galles.
  - Équipes d'étoiles
    - Première équipe — 1957-1958.
    - Seconde équipe — 1958-1959, 1960-1961 et 1962-1963.

  - Nommé parmi les 100 plus grands joueurs de la LNH à l'occasion du centenaire de la ligue[29] en 2017.
- Canadiens de Montréal
  - Son numéro, le 16, est retiré le 10 décembre 1975[30].
  - Trophée Mémorial Joseph-Cattarinich à titre de joueur le plus utile de la saison — 1968-1969 et 1972-1973.
- Monde du sport
  - Admis au temple de la renommée du hockey en 1979.
  - Admis au Panthéon des sports du Québec en 1991.
  - Biographie d'honneur: Henri Richard, la légende aux 11 coupes Stanley, par Léandre Normand en 2021[31].